# Sielsowiet Milewicze
Sielsowiet Milewicze (biał. Мілевіцкі сельсавет, ros. Милевичский сельсовет) – sielsowiet na Białorusi, w obwodzie homelskim, w rejonie żytkowickim, z siedzibą w Milewiczach.

## Demografia
Według spisu z 2009 sielsowiet Milewicze zamieszkiwało 1228 osób, w tym 1206 Białorusinów (98,21%), 8 Rosjan (0,65%), 4 Ukraińców (0,33%), 2 Polaków (0,16%) i 8 osób innych narodowości. Do 1 stycznia 2018 liczba ludności spadła do 1004 osób.
Struktura ludności ze względu na wiek na dzień 1 stycznia 2018:
- dzieci i młodzież do 15 lat: 60 (5,98%)
- osoby w wieku produkcyjnym[a]: 420 (41,83%)
- osoby w wieku emerytalnym[b]: 524 (52,19%)

## Geografia i transport
Sielsowiet położony jest na Polesiu, w północnozachodniej części rejonu żytkowickiego. Największą rzeką jest Słucz. 264,35 km² (77,30%) terytorium sielsowietu pokrywają lasy i mokradła.
Przebiega przez niego droga republikańska .

## Miejscowości
- wsie:
  - Bereźniaki
  - Grabów
  - Jowicze
  - Milewicze
  - Nowyja Milewiczy
  - Nowyja Zaluciczy
  - Zalutycze